# Société de droit commun
En droit belge, la société de droit commun est la qualification donnée à toute entreprise développée par des partenaires qui ont décidé de collaborer sans avoir opté pour une forme sociétaire spécifique (S.A., S.P.R.L, S.C.R.L., etc.).
La société de droit commun est la forme la plus simple de société. Elle prend la forme d'un contrat. 
Elle ne possède pas la personnalité juridique (Article 2 du Code des sociétés ) et les associés sont solidairement responsables sur leurs biens propres. 
Chacun des associés n’engagera la société que si les autres associés ont marqué leur accord en ce sens ou que l’acte ait profite à la société (Article 50 du Code des sociétés ).
En dehors du domaine de l'entreprise, elle est également fréquemment utilisée dans une perspective purement civile, comme pour organiser la gestion d'un portefeuille de valeurs mobilières, par exemple. L'idée est alors de pouvoir dissocier le droit de propriété du pouvoir de décision sur la gestion, ce qui peut être intéressant, notamment, dans le cadre d'une planification patrimoniale.